# 弗兰克·西诺特
弗兰克·西诺特（英語：Frank Synott，1890年12月28日—1945年10月12日），美国男子冰球运动员。他曾代表美国参加1920年夏季奥林匹克运动会冰球比赛和1924年冬季奥林匹克运动会冰球比赛，获得二枚银牌。